# Takafumi Mikuriya
Takafumi Mikuriya (御厨 貴文 Mikuriya Takafumi?), född 11 maj 1984 i Nagasaki prefektur, är en japansk fotbollsspelare.
Mikuriya började sin karriär 2007 i Ventforet Kofu. Efter Ventforet Kofu spelade han för Thespa Kusatsu och Kataller Toyama. Han avslutade karriären 2014.